# Ribe Holme og enge med Kongeåens udløb
Ribe Holme og enge med Kongeåens udløb este o arie protejată (arie de protecție specială avifaunistică — SPA) din Danemarca întinsă pe o suprafață de 6.701 ha, integral pe uscat.

## Localizare
Centrul sitului Ribe Holme og enge med Kongeåens udløb este situat la coordonatele 55°21′17″N 8°41′58″E / 55.354722°N 8.699444°E.

## Înființare
Situl Ribe Holme og enge med Kongeåens udløb a fost declarat arie de protecție specială avifaunistică în mai 1983 pentru a proteja 15 specii de animale.

## Biodiversitate
Situată în ecoregiunea atlantică, aria protejată nu include niciun habitat protejat.
La baza desemnării sitului se află mai multe specii protejate de  păsări (15): gâscă cu cioc scurt (Anser brachyrhynchus), ciuf de câmp (Asio flammeus), buhai de baltă (Botaurus stellaris), Branta leucopsis, barză albă (Ciconia ciconia), erete de stuf (Circus aeruginosus), erete vânăt (Circus cyaneus), erete cenușiu (Circus pygargus), cristeiul de câmp (Crex crex), pescăruș-cu-cap-negru (Larus melanocephalus), gușă albastră (Luscinia svecica), bătăuș (Philomachus pugnax), ploier auriu (Pluvialis apricaria), cresteț pestriț (Porzana porzana), ciocântors (Recurvirostra avosetta).